# CubeSat

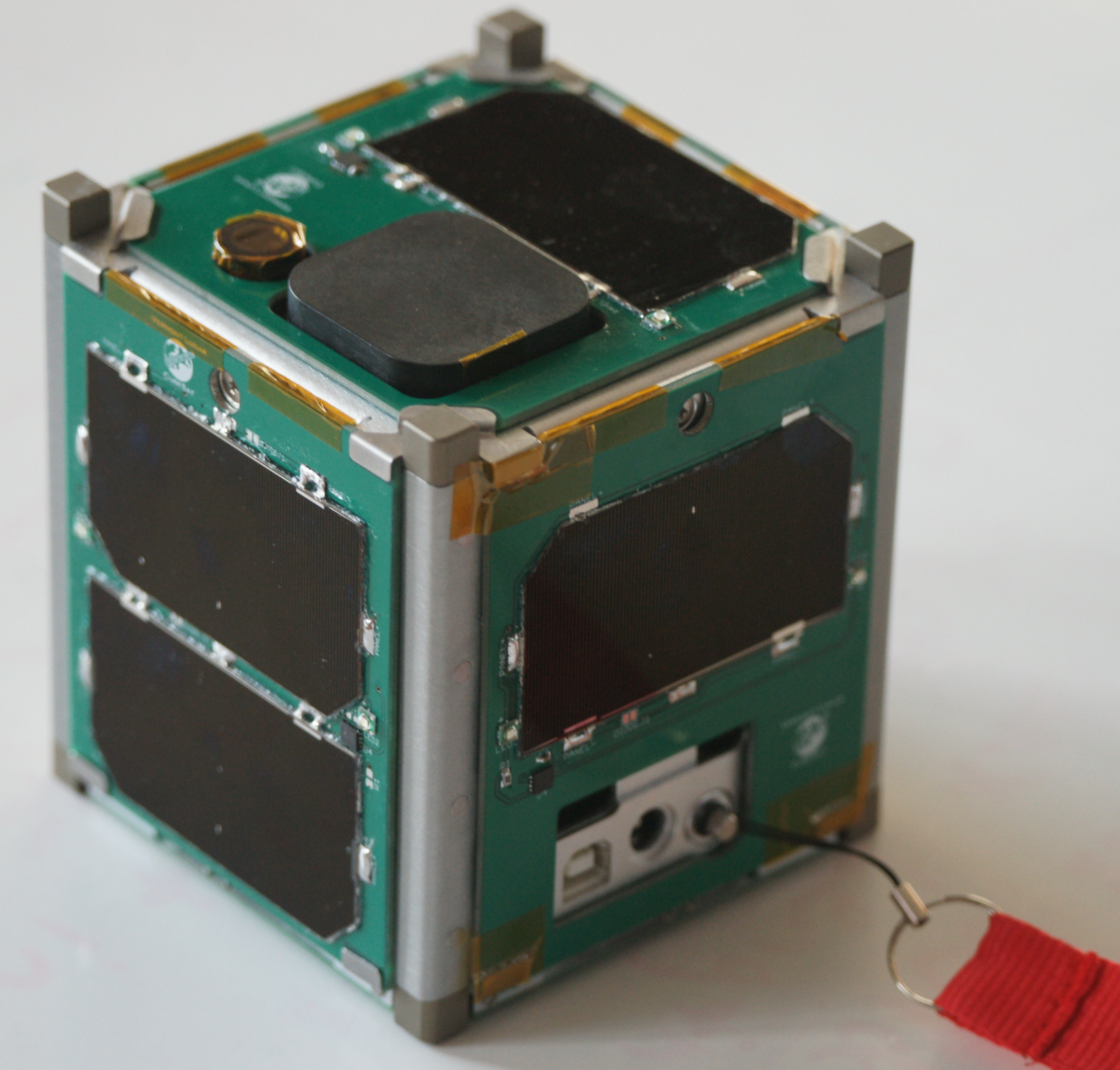
Vermont Lunar CubeSat

CubeSat (U-class spacecraft) – rodzaj miniaturowego sztucznego satelity o standaryzowanych rozmiarach. Podstawowa jednostka (1U) ma w momencie wystrzelenia objętość jednego litra o wymiarach kostki 10×10×10 cm (stąd nazwa) i masę do 1,33 kg (wg pewnych specyfikacji do 1 kg). Rozmiar satelity może być zwielokrotniony: typowo do 1,5, 2, 3, 6 i 12 U. Najmniejszym znanym rozmiarem jest 0,25U, a największym 27U. Najczęstsze rozmiary to 3U i 6U.
Typowym zastosowaniem jest edukacja oraz stosunkowo niskokosztowe sprawdzenie nowych rozwiązań technicznych, obserwacja i badania kosmosu lub inne badania naukowe. Zazwyczaj do budowy cubesatów używa się dostępnych na rynku, gotowych elementów elektroniki. Twórcą takiego projektu może być każda osoba lub instytucja dysponująca odpowiednim do potrzeb budżetem.

## Początki i rozwój

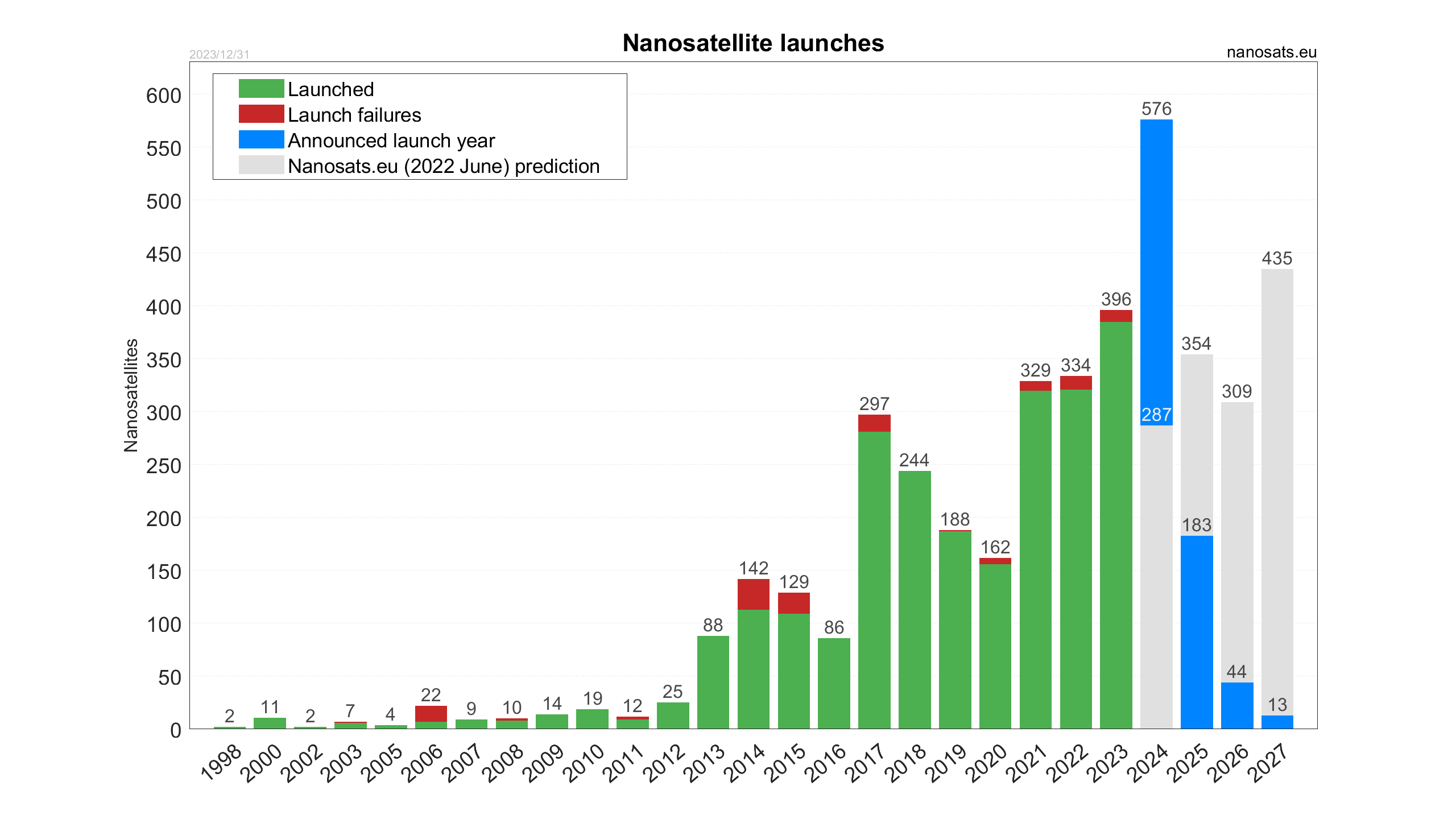
Statystyki planowanych i działających Cubesatów (stan na marzec 2018)

W 1999 r. California Polytechnic State University i Uniwersytet Stanforda opracowały specyfikacje CubeSat, aby promować i rozwijać umiejętności niezbędne do projektowania, produkcji i testowania bardzo małych satelitów przeznaczonych do wyniesienia na niską orbitę okołoziemską. Celem było wykonywanie badań i odkrywanie nowych technologii kosmicznych. Większość inicjatyw CubeSat miała miejsce w środowisku akademickim. Pierwsze wystrzelenie grupy cubesatów, stanowiących ładunek dodatkowy, nastąpiło z Kosmodromu Plesieck 30 czerwca 2003 r. przy użyciu rakiety Rokot-KM. Operatorem był Eurockot. W następnych latach wykonano kolejne grupowe wystrzelenia, miejsca akademickim cubesatom zaoferowały tradycyjne agencje kosmiczne, np. NASA w ramach programu ELaNa oraz Europejska Agencja Kosmiczna począwszy od debiutanckiego lotu rakiety Vega.
Forma CubeSatu zwróciła też uwagę rządowych agencji badawczych, m.in. Centrum Badawcze imienia Josepha Amesa w NASA, a nawet użytkowników wojskowych. W 2013 roku już ponad połowa wystrzeliwywanych urządzeń nie pochodziła z uczelni, a w 2014 r. większość nowo wdrożonych CubeSatów pochodziła z firm komercyjnych, nade wszystko od Planet Labs i ich konstalacji Flock-1. CubeSaty pochodziły także od grup hobbystycznych, były np. finansowane za pomocą crowdfundingu na Kickstarterze. W 2015 roku CubeSat można było uruchomić za ok. 200 000$.

## Zastosowanie i orbity
CubeSaty są najczęściej wystrzeliwane jako dodatkowe ładunki w rakiecie nośnej (użyto tu wielu typów rakiet, m.in. Rokot, Kosmos 3M, Dniepr, Minotaur IV, PSLV, Vega, Falcon 9 i Atlas V) lub dostarczane jako część ładunku na Międzynarodową Stację Kosmiczną i wypuszczane przez śluzę w module Kibō (rozwiązanie oferowane przez firmę NanoRacks). Uruchomiono ponad 800 CubeSatów, liczba będących na orbicie nieustannie ulega zmianie w wyniku spalania się satelitów w atmosferze.
CubeSaty stosuje się do przeprowadzania możliwych do zminiaturyzowania eksperymentów lub do obserwacji Ziemi. CubeSaty wykorzystywane są też przez radioamatorów. Wiele CubeSatów jest wykorzystywanych do demonstrowania technologii kosmicznych, które są przeznaczone do użycia w małych satelitach lub mają wątpliwą wykonalność i jest mało prawdopodobne, by uzasadniały koszt większego satelity. Kilka misji na Księżyc i Marsa planuje użycie CubeSatów.
CubeSaty są zwykle zasilane wyłącznie przez panele słoneczne.
Większość cubesatów umieszczana jest na niskiej orbicie okołoziemskiej, gdzie mogą zostawać nawet na dekady po zakończeniu swojej misji. Dwa z nich, wystrzelone 5 maja 2018 r. MarCO-A i MarCO-B, są pierwszymi ładunkami tego typu wysłanymi poza orbitę okołoziemską i mają na celu śledzenie skierowanego na Marsa w ramach programu Discovery lądownika InSight.

## CubeSataSmallSat
CubeSat to rodzaj nanosatelitów, które mają standardowe rozmiary i formę.
SmallSaty dzieli się na:
- Minisatelity, 100-180 kilogramów
- Mikrosatelity, 10-100 kilogramów
- Nanosatelity, 1-10 kilogramów
- Pikosatelity, 0,01-1 kilogramów
- Femtosatelity, 0,001-0,01 kilogramów

Innymi rodzajami satelitów są PocketQube, TubeSat i SunCube.